# Ірсаєво
Ірса́єво (рос. Ирсаево, башк. Ирсай) — присілок у складі Мішкинського району Башкортостану, Росія. Адміністративний центр Ірсаєвської сільської ради.
Населення — 531 особа (2010; 523 у 2002).
Національний склад:
- марійці — 98 %